# Lepidostoma breviusculum
Lepidostoma breviusculum is een fossiele soort schietmot uit de familie Lepidostomatidae.